# Sophie Sillère
Sophie Sillère (* 12. November 1965 in La Tronche) ist eine in Frankreich geborene ehemalige Schweizer Fussballspielerin. 

## Karriere

### Vereine
Sillère gehörte im Alter von 16 Jahren den in Caluire-et-Cuire in der Region Auvergne-Rhône-Alpes ansässigen SC Caluire Saint-Clair an. In der Saison 1982/83 kam sie um die französische Meisterschaft zunächst in der Vorrunde der Gruppe D als eine von sechs regionalen Gruppen zum Einsatz und qualifizierte sich mit ihrer Mannschaft als Sieger dieser (als eine von drei Mannschaften dieser Gruppe) für das Viertelfinale. In der Gruppe B als eine von vier Gruppen zu sechs Mannschaften belegte sie den fünften Platz; nur die vier Gruppensieger gelangten ins Halbfinale.
In den folgenden Saisonen bis 1986 belegte sie mit ihrer Mannschaft in den erreichten Viertelfinalen: Platz 2 (Gruppe A), zweimal Platz 3 (Gruppe C), in der Vorrunde 1987: Platz 3 (Gruppe B) und 1988 Platz 7 in der Gruppe B Südosten.
Im weiteren Verlauf trat sie in der Saison 1991/92 für den FC Bayern München in Erscheinung. In der zweiten Saison des Vereins in der ein Jahr zuvor ins Leben gerufenen höchsten deutschen Spielklasse, zunächst (bis 1997) als zweigleisige Bundesliga, kam sie in 19 von 22 Punktspielen in der Gruppe Süd zum Einsatz. Ihr Debüt erfolgte zum Saisonstart am 25. August 1991 bei der 1:2-Niederlage im Heimspiel gegen den VfL Ulm/Neu-Ulm. Ihre einzigen beiden Tore erzielte sie am vorgezogenen 11. Spieltag am 24. November 1991 beim 2:2-Unentschieden im Auswärtsspiel gegen den Liganeuling FC Erzgebirge Aue.

### Nationalmannschaft
Als Nationalspielerin für den SFV kam sie in 20 A-Länderspielen zum Einsatz, in denen ihr sieben Tore gelangen.
Zu ihren A-Länderspielen zählen unter anderem:
der 5:1-Sieg im Freundschaftsspiel gegen die Nationalmannschaft Österreichs am 25. August 1990 in Chalchbüel.
die 1:3-Niederlage im Freundschaftsspiel gegen die Nationalmannschaft Deutschlands am 28. August 1991 in Weil am Rhein.
die 0:1-Niederlage im Freundschaftsspiel gegen die Nationalmannschaft Deutschlands am 5. Mai 1993 in Wädenswil.
das zweite und sechste Spiel der EM-Qualifikationsgruppe 5
am 24. Oktober 1993 und 24. September 1994 (0:5 und 0:11 vs. Deutschland in Muri und Weingarten).
die 0:8-Niederlage im Freundschaftsspiel gegen die Nationalmannschaft Deutschlands am 23. Mai 1995 in Therwil
sowie die ersten drei Spiele der EM-Qualifikationsgruppe 7
am 27. September 1995 (5:0 vs. BR Jugoslawien; Torschützin zum 1:0 und 5:0 in der 29. und 80. Minute),
am 15. Oktober 1995 (3:0 vs. Österreich; Torschützin zum 1:0 in der 5. Minute) und
am 2. März 1996 (0:2 vs. Griechenland)

## Sonstiges
- Als Technische Leiterin der YB Frauen tätig wurde ihr am 9. Juni 2013 ein besonderes Abschiedsgeschenk gemacht; die U18-Juniorinnen gewannen zum ersten Mal die Meisterschaft.[11][12]
- In der Saison 2014/15 war sie Trainerin des in der Division 2 Féminine vertretenen FAF Marseille.